# Peter Wright (Choreograf)
Peter Wright (* 25. November 1926 in London) ist ein englischer Balletttänzer und Choreograf. Seine Produktionen des Nussknackers und der Giselle für das Royal Ballet gehören zu den beliebtesten Werken der Truppe.
Wright gab sein Debüt als Tänzer im Zweiten Weltkrieg in den Ballets Jooss. Er schuf seine erste Ballettchoreografie 1957 für das Sadlers Wells Ballet. 1961 wirkte er als Lehrer und Ballettmeister in John Crankos Stuttgarter Ballett. Wrights Produktionen der Klassiker stehen noch heute im Repertoire von Tanzcompagnien auf der ganzen Welt.
1969 wurde er Assistent, später Associate Director des Birmingham Royal Ballet und ab 1977 wurde er Direktor des Sadlers Wells Ballet. 1995 verlieh ihm – bei seinem Ausscheiden aus dem Unternehmen – Prinzessin Margaret den Titel Director Laureate.
1990 erhielt Wright die Ehrendoktorwürde der Universität London und 1991 wurde zum Fellow des Birmingham Conservatoire of Music ernannt. Er ist Präsident des Benesh Institute, ein Vizepräsident der Royal Academy of Dance und Patron des Balletts London.